# Criminal Lunatics Act 1800
 (février 2022).
Le contenu est difficilement compréhensible vu les erreurs de traduction, qui sont peut-être dues à l'utilisation d'un logiciel de traduction automatique.
La Criminal Lunatics Act 1800 était une loi du Parlement de Grande-Bretagne qui a exigé et a établi un ensemble de procédures pour la détention indéfinie des délinquants atteint de maladies mentales. Elle a été adoptée par la Chambre des communes en réaction directe au procès de James Hadfield, qui a tenté d'assassiner le roi George III.

## Contexte
Avant 1800, si un accusé avait été acquitté en raison de la folie, il été tout simplement libre de partir parce qu'il n'y avait pas de loi en place qui permettait au gouvernement de le retenir en prison. Si le juge chargé de l'affaire pensait qu'il serait dangereux de relâcher l'accusé, une audience séparée devait être tenue avant que la personne soit  incarcérée. Dans certaines affaires, les autorités ont réussi à utiliser la loi sur le vagabondage de 1744 pour confiner les criminels, mais dans la majorité des cas, les accusés ont été renvoyés chez eux ou mis entre les soins de leur famille.
Parce qu'une décision en faveur d'un plaidoyer de la folie a été essentiellement assimilée comme un verdict de non-culpabilité, il était généralement très difficile de l'obtenir. Le consensus parmi les représentants de la loi de l'époque était que la folie devait être « évidente et accablante » avant de plaider la folie comme moyen de défense. Si elle pouvait soutenir avec succès qu'un fou avait commis un crime pendant un bref moment de sa lucidité, il a été considéré comme acceptable pour permettre de condamner l'accusé, ce qui permet aux autorités de détenir en prison cette personne pour le bien de la société.

## Procès de James Hadfield
En mai 1800, James Hadfield a tenté d'assassiner le roi George III au Théâtre de Drury Lane. Sa déclaration au moment de son arrestation était: « Il n'est pas encore - il est beaucoup plus et pire encore à faire », l'accusation a utilisé cette phrase pour soutenir qu'il était suffisamment sain d'esprit pour planifier l'événement, puis le porter à terme. Plus tard, James Hadfield a changé son histoire et a maintenu qu'il n'avait « pas tenté de tuer le roi ».
Parce que la victime visée était le roi de Grande-Bretagne, James Hadfield a été accusé de trahison. Cette charge s’avère être critique dans la détermination du résultat de son cas parce qu'il lui donnait droit à plusieurs droits qui ont été donnés à des criminels qui avaient tenté de tuer une personne ordinaire. Tout d'abord, le témoignage de deux témoins, au lieu d'un seul, a été nécessaire pour prouver la culpabilité, car ce ne fut pas un crime ordinaire (La loi sur la trahison de 1800 a été adoptée en juillet 1800 disant que tenter de tuer le roi soumettait aux mêmes règles de preuve et de procédure que pour un procès d'assassinat d'une personne ordinaire). Deuxièmement, il pourrait exiger que le tribunal lui fournisse deux avocats de la défense qui plaideraient pour sa cause. Hadfield a choisi Thomas Erskine comme avocat en chef. À l'époque, Erskine a été considéré comme le meilleur avocat d'Angleterre.
Malgré les tentatives de la poursuite de souligner les critères stricts et standards pour la folie, Erskine a réussi à convaincre le juge et le jury que James Hadfield avait paru faire une tentative sur la vie du roi dans un effort pour se faire tuer, conformément à sa croyance délirante. Le verdict de non-culpabilité a été fixé. Étonnamment, ce résultat pour le procès n'a pas apporté une indignation du public.

## la loi
Pas plus de quatre jours après le procès de James Hadfield, la poursuite a proposé « un projet de loi pour la réglementation des essais de haute trahison et de dissimulation d'une haute trahison, dans certains cas, et pour la garde des personnes accusées d'infractions ». Ce projet de loi comprenait à la fois ce qui allait devenir la Criminal Lunatics Act 1800 et la Treason Act 1800, mais les deux parties ont été séparés le jour après que le premier projet de loi soit présenté au Parlement.

## Abrogation
La loi a été abrogée par la Statute Law (Repeals) Act de 1981. Actuellement, la détention des délinquants malades mentaux est régie par la Mental Health Act 1983.